# かかってこいよ世界
『かかってこいよ世界』（かかってこいよせかい）は、2022年に製作された日本映画。主演は、映画『花束みたいな恋をした』（21）、『死刑にいたる病』（22）。テレビドラマ『架空OL日記』など話題作に出演する女優の佐藤玲。
2023年8月25日に東京・テアトル新宿ほか全国劇場にて公開。

## あらすじ
浜田真紀（佐藤玲）は脚本家を目指して上京したが、鳴かず飛ばずで居酒屋でバイトをする日々。ある日、配給会社に勤める新井国秀（飛葉大樹）と出会い恋に落ちる。真紀の脚本づくりや、国秀が配給する映画が真紀の祖父が営む映画館「白鯨坐」で上映が決まるなど、次第に2人の関係は深まっていく。ある日、真紀は国秀から「自分は在日韓国人3世である」と打ち明けられる。突然の告白に動揺した真紀は、以前のように国秀と話すことができなくなってしまう。また、韓国人を嫌う母の上京や、配給映画による「白鯨坐」の炎上騒動が重なり、国秀に不用意な言葉を投げてしまう真紀。言葉に傷つき、去っていく国秀を見た真紀は、自分の中に無意識にも差別心があることに気付き戸惑う。真紀は自分自身と戦い、もう一度国秀と向き合うことができるのか――。

## キャスト
- 浜田真紀：佐藤玲
- 新井国秀：飛葉大樹
- 設楽正一：菅田俊
- 市原うい：三原羽衣
- イ・ソジュン：幕雄仁
- ムン・スヨン：鈴木秀人
- 小沢和義（友情出演）
- 浅見小四郎

## スタッフ
- 監督：内田佑季
- 脚本：畠中沙紀
- 音楽プロデュース：吉川清之
- 音楽：安田ラミファ
- 製作：奥村雄二、人見剛史
- エグゼクティブプロデューサー：鈴木祐介
- プロデューサー：神崎 良、佐久間敏則、梶原阿貴
- 撮影：御園涼平
- 照明：横尾慶
- 録音：小茂田耕吉
- 美術：SAKI
- 録音：森永昇吾
- 編集：橋田夏美
- 制作担当：山本和生
- 助監督：鈴木農史
- メイキング：鳴瀬聖人
- 衣装：中村絢
- ヘアメイク：菅沼凌子
- 制作プロダクション：G・カンパニー
- 配給・宣伝：ライツキューブ